# Jesús del Corral
Jesús del Corral Botero (Santa Fe de Antioquia, 3 de junio de 1871-Bogotá, 3 de junio de 1931) fue un periodista, escritor y político colombiano. 
Se desempeñó como Ministro de Agricultura y Comercio, entre 1919 y 1921. 

## Biografía
Nació en Santa Fe de Antioquia, en junio de 1871, hijo de Manuel del Corral y Martínez y Clementina Botero Pardo. Era nieto por vía materna del empresario José María Botero Arango, y por vía paterna nieto del militar Manuel Dimas del Corral Pérez de Rublas, y bisnieto del dictador del Estado Libre de Antioquia, Juan del Corral. Realizó sus primeros estudios en el Seminario de San Fernando, en su ciudad natal, para después entrar a estudiar a la Universidad de Antioquia, y después pasar a la Escuela de Artes en Bogotá.
En 1892 fundó en Santa Fe de Antioquia la revista Brisa, que se dedicó al estudio histórico de la región. Comenzó su carrera política como Concejal de Santa Fe de Antioquia y diputado a la Asamblea Departamental de Antioquia; en 1909 se convirtió en Miembro de la Cámara de Representantes por Antioquia, para ser al año siguiente miembro de la Asamblea Nacional Constituyente. En 1919 fue nombrado como Ministro de Agricultura y Comercio en el gobierno de Marco Fidel Suárez.
Fue uno de los fundadores de la Federación Nacional de Cafeteros y de la Asociación de Agricultores, que presidió en varias ocasiones. Fue colaborador de los periódicos El Cirirí, de Medellín, El Heraldo, Unión Republicana y El Escudo, de Bogotá. Fue autor de varios cuentos, el más famoso de ellos Que pase el aserrador, publicado en 1937. Otros cuentos de su autoría fueron De Cuentos y Crónicas (1983), El ornitorrinco, Cuentos y crónicas y Mis Montañas.
Su estilo de escritura se basó en el retrato de la ruralidad y la vida cotidiana con un lenguaje coloquial, optimista e irónica, siendo considerado uno de los principales escritores de Antioquia.